# Amorphophallus hayi
Amorphophallus hayi är en kallaväxtart som beskrevs av Wilbert Leonard Anna Hetterscheid. Amorphophallus hayi ingår i släktet Amorphophallus och familjen kallaväxter. Inga underarter finns listade.